# Luisa Fernanda
Luisa Fernanda es una zarzuela, comedia lírica en tres actos, de Federico Moreno Torroba y libreto de Federico Romero Sarachaga y Guillermo Fernández-Shaw Iturralde. Fue estrenada en el Teatro Calderón de Madrid el 26 de marzo de 1932. Es la cuarta zarzuela de Moreno Torroba, y su primer gran éxito. Se la considera una representante sobresaliente de ese género musical, y una de las más distinguidas de la literatura musical española. Algunas de sus frases forman ya parte de la cultura popular. Lleva más de 10 000 representaciones según algunos recuentos. La acción de esta zarzuela comienza en la ciudad de Madrid, durante el reinado de Isabel II, en los momentos previos a la revolución de 1868, y acaba en una casa extremeña tras el destronamiento de Isabel II con La Gloriosa.

## Personajes
- Doña Mariana (mezzosoprano): posadera madrileña.
- Rosita (voz tiple cómica): joven modista, inquilina de la posada de Mariana.
- Don Florito: antiguo escribiente de palacio, ferviente monárquico y alojado en la misma posada.
- Luisa Fernanda (mezzosoprano): bella joven, hija del anterior.
- Luis Nogales (barítono): revolucionario liberal, último inquilino de la posada de Mariana.
- Aníbal (tenor): joven atolondrado, correligionario de D. Luis Nogales.
- Javier Moreno (tenor): coronel del Ejército, novio desde hace tiempo de Luisa Fernanda.
- Duquesa Carolina (soprano): voluble, pero joven, bella y seductora, vive enfrente de la posada de Mariana.
- Vidal Hernando (barítono): hacendado extremeño que pretende a Luisa Fernanda, ante el desapego de su novio.
- Bizco Porras: camarero, dueño de un establecimiento de bebidas del paseo de la Florida.
- Jeromo: criado y asistente de la Duquesa, oriundo de Granada.

## Argumento

### Primer acto

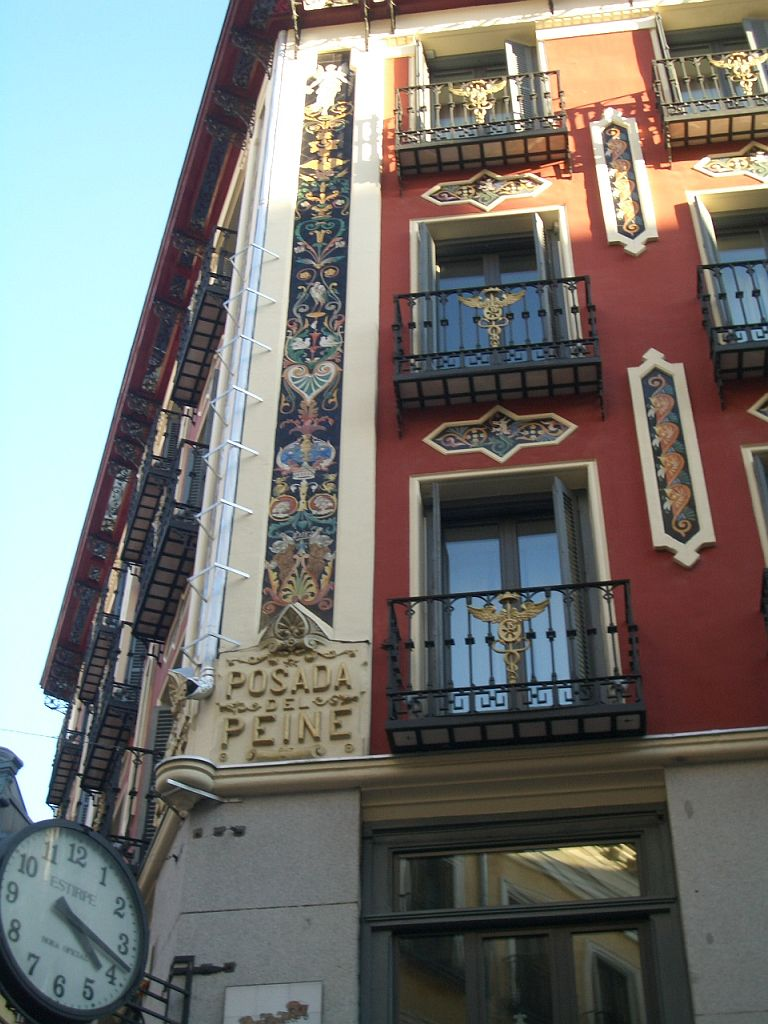
La Posada del Peine, en Madrid, establecimiento como el que podría haber sido el de Mariana.

En la plazuela de San Javier, la vida gira alrededor de la posada regentada por Mariana. Luisa Fernanda, una bella joven inquilina de la posada, está enamorada desde antiguo de Javier, militar que se considera su novio, pero que cada vez viene menos a visitarla, en particular desde su ascenso a coronel. En un momento en que Luisa Fernanda ha ido a la iglesia, aparece Javier por allí, logrando únicamente una reprimenda de Mariana por su informalidad. Por si lo anterior fuera poco, Aníbal, otro inquilino de la posada, le aplica un entusiasta pero atolondrado discurso liberal, ideología de la que es ferviente seguidor. Esta última conversación acaba cuando Aníbal se apercibe de que la Duquesa Carolina, que vive enfrente de la posada y tiene una declarada ideología monárquica, está en la ventana y podría oírlos.
Mariana preferiría que Luisa Fernanda, en vez de seguir bebiendo los vientos por Javier, atendiera los requerimientos de Vidal Hernando, un rico hacendado extremeño que la pretende, a pesar de ser bastante mayor que ella. Luisa Fernanda no cede y manifiesta a Vidal que está enamorada de otro hombre.
Vidal no pierde la esperanza, y, por ello, al enterarse por Aníbal de que Javier podría abrazar la causa liberal, se declara monárquico, menos por convicción personal que por llevar la contra a su antagonista.
Javier vuelve de nuevo en busca de Luisa Fernanda, pero se encuentra con Carolina que, mediante sus artes y encantos lo despista de Luisa y de paso lo atrae hacia la causa monárquica. Nogales, Aníbal y Vidal se asombran de ello al enterarse, y este último torna al punto sus ideas, declarándose liberal. Luisa Fernanda cuando se entera cae desmayada, no por política, por cierto.

### Segundo acto

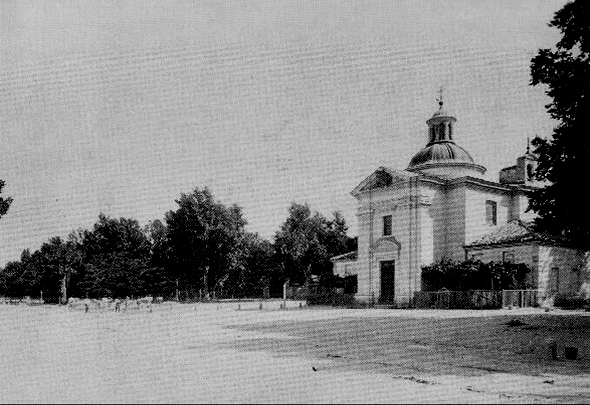
El paseo de la Florida y la ermita de San Antonio hacia 1890, escenario en el que se desarrolla este segundo acto.

En el paseo de la Florida, cerca de la ermita de San Antonio y del puesto de bebidas de Bizco Porras, Mariana y Rosita tienen montada una mesa petitoria durante la verbena de San Antonio. El ambiente del lugar es festivo, y numerosas jovencitas acuden a la ermita con la idea de encontrar novio.
Por allí aparecen Javier y Carolina, en clara sintonía política y romántica. Mariana, chafardera, no pierde tiempo para poner a Luisa Fernanda y a su padre, Don Florito, al tanto de este hecho. Mientras tanto Bizco Porras atiende el negocio y Aníbal no le sirve de mucha ayuda.
La Duquesa se hace cargo de la mesa petitoria, e intenta seducir también al recién llegado Vidal, con el fin de atraerlo a su causa monárquica. Sin embargo, este se zafa, contando la historia de un hombre de su pueblo que se creyó golondrina, y cayó de una rama al intentar volar (el que se cree lo que no es, se estrella).
Cuando finalmente se encuentran por el lugar a Luisa Fernanda y a Javier, este demuestra celos porque ella esté sentada con Vidal y su actitud le molesta tanto, que rompe sus relaciones, y se decanta por Vidal. La situación es tensa entre los dos pretendientes.
Mientras tanto, la Duquesa Carolina no está satisfecha por la recaudación de la mesa, por lo que se le ocurre subastar un baile con ella entre los caballeros que allí se encuentran. Vidal gana la subasta con una fuerte puja sobre la anterior de Javier, pero después le cede ofensivamente el baile ganado. Esto acaba de enojar a Javier, hasta el punto que arroja su guante a Vidal. Este lo recoge, pero dilata a otro momento la disputa.
Unos días después hay un estallido revolucionario, en el que participan Nogales, Aníbal y Vidal Hernando de la parte liberal. Mariana y Luisa Fernanda quedan rezando el rosario en la posada. A pesar de la valentía de que hace gala Vidal, los revoltosos son pocos, y pronto son derrotados por el ejército, siendo Aníbal herido. Javier pretende detener a Vidal por estos hechos, pero Luis Nogales se declara cabecilla de los insurrectos y es detenido en su lugar.
Luisa Fernanda ve a Javier abrazando a Carolina, lo que, junto a la valentía demostrada por Vidal, la decide finalmente a aceptar su propuesta de matrimonio y mudanza a Extremadura.

### Tercer acto

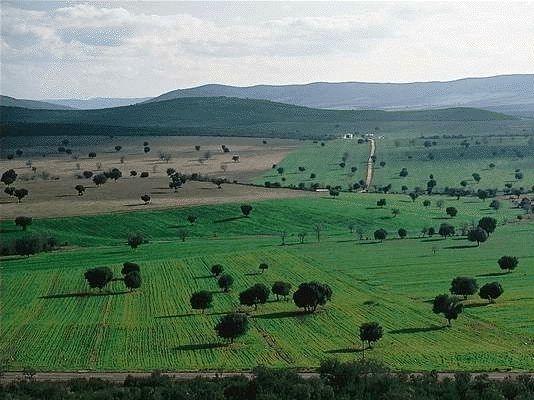
Paisaje típico de una dehesa.

La Gloriosa revolución ha triunfado al fin, y la acción se traslada a La Frondosa, dehesa de Vidal Hernando en Extremadura, cerca de Piedras Albas (Cáceres), donde están refugiados Luisa Fernanda y su padre, además de Mariana y Aníbal, en espera de que las aguas se tranquilicen en la Capital. La Reina ha sido destronada. La Duquesa Carolina ha huido a Portugal, y Javier está desaparecido, dándosele por muerto en la batalla de Alcolea.
Vidal recibe las felicitaciones y parabienes de sus labriegos y se respira una gran sensación de felicidad en la dehesa. Los preparativos del enlace avanzan, y Aníbal es enviado a buscar el traje de novia de Luisa Fernanda.
Sin embargo Aníbal encuentra, y vivo, a Javier y lo lleva a la dehesa. Aunque Luisa Fernanda insiste en mantener su palabra y casarse con Vidal, este se da cuenta de que, a pesar de la sinceridad de su voluntad, ella jamás llegará a amarlo de verdad, pues porta en su corazón aún el amor antiguo a Javier. Renuncia Vidal, por tanto, al matrimonio, y consiente dolorosamente que el arrepentido Javier se lleve finalmente a Luisa Fernanda, llevándose de paso consigo el corazón destrozado de Vidal, del cual, no obstante, la joven no debe temer nada, porque «un corazón que perdona no es una carga que pesa».

## Índice de escenas
Se pueden entresacar de esta obra varias piezas destacadas, algunas de ellas archiconocidas. El índice completo, para cada uno de los tres actos, es el siguiente:

### Primer acto
- «Mi madre me criaba pa' chalequera», introducción y escena cómica de Doña Mariana, Rosita y Don Luis;
- «Marchaba a ser soldado», habanera popularmente conocida como «El soldadito», e interpretada en la zarzuela por un personaje secundario, un mendigo con un organillo, tuvo una versión a cargo del grupo pop La Compañía;[6]
- «De este apacible rincón de Madrid», romanza de Javier Moreno;
- «En mi tierra extremeña», dúo de Luisa Fernanda y Vidal Hernando; y
- «Caballero de alto plumero», dúo de Carolina y Javier Moreno.

### Segundo acto
- «A San Antonio, como es un santo casamentero», popularmente conocida como «Mazurca de las sombrillas», consta de una introducción, a la que sigue un coro con un dueto cantado por Carolina y Javier Moreno;
- «Para comprar a un hombre», dúo de Carolina y Vidal Hernando;
- «Cuánto tiempo sin verte, Luisa Fernanda», terceto entre Luisa Fernanda, Javier y Vidal ;
- «Luche la fe por el triunfo» (también llamada «Por el amor de la mujer que adoro»), romanza cantada por Vidal Hernando;
- «Muera el prisionero, muera sin piedad», escena coral.

### Tercer acto
- «En una dehesa de la Extremadura», escena coral de los vareadores, que incluye «Ay, mi morena», romanza de Vidal Hernando;
- «Cállate, corazón», dúo final de Luisa Fernanda y Javier Moreno; y
- «El cerandero se ha muerto», final.

A esto hay que añadir que existen dos romanzas más que apenas se cantan en los montajes actuales:
- «Cuando se enciende el lucero», romanza compuesta expresamente para Miguel Fleta cuando encarnó el papel de Javier en un montaje posterior de Luisa Fernanda; y
- «Lorito real, lorito verde», romanza compuesta para el personaje de Aníbal (fado interpretado por Manuel Hernández).

Estas últimas piezas se pueden encontrar en el disco editado por la casa Blue Moon, en donde se recopilan las grabaciones completas de dicha obra.

## Grabaciones seleccionadas
| Año  | Elenco | Director                                                    | Teatro                    | Orquesta y coro                                                            | Sello                                         |
| ---- | --- | ----------------------------------------------------------- | ------------------------- | -------------------------------------------------------------------------- | --------------------------------------------- |
| 1932 | Ángeles Ottein, Selica Pérez Carpio, Marcos Redondo, Emilio Vendrell, Manuel Hernández, Faustino Arregui, Miguel Fleta                     | Emilio Acevedo, Federico Moreno Torroba, Concordio Gelabert | Teatro Calderón de Madrid | Orquesta y Coro del Teatro Calderón, Orquesta Filarmónica de Barcelona     | CD (1998): Blue Moon Serie Lírica - Zarzuelas |
| 1995 | Verónica Villarroel (Luisa Fernanda), Juan Pons (Vidal Hernando), Ana Rodrigo (Duquesa Carolina), Plácido Domingo (Javier Moreno).         | Antoni Ros Marbà                                            | Estudio                   | Orquesta sinfónica de Madrid. Coro de la Universidad Politécnica de Madrid | CD: Auvidis                                   |
| 2006 | Nancy Fabiola Herrera (Luisa Fernanda), Plácido Domingo (Vidal Hernando), Mariola Cantarero (Duquesa Carolina), José Bros (Javier Moreno). | Jesús López Cobos                                           | Teatro Real de Madrid     | Orquesta y Coro del Teatro Real                                            | DVD: Opus Arte CD: Deutsche Grammophon        |